# Premi Nacional a la Projecció Social de la Llengua Catalana
De Premi Nacional a la Projecció Social de la Llengua Catalana (Catalaans) (vertaald: Nationale prijs voor de sociale bevordering van de Catalaanse taal) is een voormalige culturele onderscheiding die van 1995 tot 2012 elk jaar door de Catalaanse regering als een van zestien Premis Nacionals de Cultura (Nationale Cultuurprijzen) toegekend werd door het Catalaanse Ministerie van Cultuur en op een feestelijke zitting uitgereikt door de president van de Generalitat de Catalunya in  september of oktober. Naast de eer kreeg de winnaar ook een dotatie van 18.000 euro. In 2013 werd beslist het aantal culturele prijzen van zestien tot tien te verminderen, onder de gemeenschappelijke noemer Premi Nacional de Cultura.

## Winnaars
| - 1995 - Joan Coromines i Vigneaux - 1996 - Institut d'Estudis Catalans - 1997 - Joaquim Maria Puyal i Ortiga - 1998 - Edicions Primera Plana - 1999 - SEAT - 2000 - Caprabo - 2001 - Ona Catalana i RAC 1 - 2002 - Avui (krant) - 2003 - El 9 Esportiu de Catalunya (krant) | - 2004 - Enderrock (tijdschrift over Rock català) - 2005 - Softcatalà, portaal met software in het Catalaans - 2006 - Escola Valenciana - 2007 - Associació de Juristes en Defensa de la Llengua Pròpia - 2008 - Plataforma per la Llengua - 2009 - Octavi Serret Guàrdia - 2010 - El Punt (krant) - 2011 - Cavall Fort, striptijdschrift - 2012 - Òmnium Cultural |